# Croix de Landoma
Pour les articles homonymes, voir Landoma.
La croix de Landoma, près du lieu-dit « La fourchette », au croisement de la route Départementale 764 et de la rue du stade, sur la commune de Pleugriffet dans le Morbihan.

## Historique
La croix de Landoma fait l’objet d’une inscription au titre des monuments historiques depuis le 20 mars 1934.